# Kim Gwang-chol
Kim Gwang-chol (ur. 5 września 1969) – północnokoreański zapaśnik w stylu wolnym. Olimpijczyk z Barcelony 1992, gdzie zajął jedenaste miejsce w kategorii 62 kg.
Czwarty na mistrzostwach świata w 1991. Mistrz Azji w 1992 i 1993 roku.